# Großsteingrab Kongsgård
Das Großsteingrab Kongsgård war eine megalithische Grabanlage der jungsteinzeitlichen Nordgruppe der Trichterbecherkultur im Kirchspiel Torup in der dänischen Kommune Halsnæs. Es wurde im 19. oder frühen 20. Jahrhundert zerstört.

## Lage
Das Grab lag östlich des Waldgebiets Ullerup Skov auf einem Feld. In der näheren Umgebung gibt bzw. gab es zahlreiche weitere megalithische Grabanlagen.

## Forschungsgeschichte
Im Jahr 1887 führten Mitarbeiter des Dänischen Nationalmuseums eine Dokumentation der Fundstelle durch. Zu dieser Zeit war die Anlage bereits weitgehend zerstört. Bei einer weiteren Dokumentation im Jahr 1942 waren keine baulichen Überreste mehr auszumachen.

## Beschreibung
Die Anlage besaß eine ostsüdost-westnordwestlich orientierte längliche Hügelschüttung unbekannter Größe. 1887 wurden noch mehrere große Steine festgestellt, die aber in Unordnung umher lagen und nicht sicher als Umfassungssteine oder als Steine der Grabkammer(n) zu bestimmen waren.